# Monumento a Bigelow
El Monumento a Bigelow (en inglés, Bigelow Monument) es un monumento público en la ciudad de Worcester, en el estado de Massachusetts (Estados Unidos). Ubicado en un pequeño cementerio en el centro de Worcester Common, honra a Timothy Bigelow, un patriota durante la Guerra de Independencia de los Estados Unidos. Fue dedicado el 19 de abril de 1861, el 86.º aniversario del inicio de la guerra.

## Historia

### Contexto
Timothy Bigelow nació en el condado de Worcester el 12 de agosto de 1739. De adulto, trabajó como herrero y era dueño de una tienda en la ciudad de Worcester. Durante la Revolución de las Trece Colonias lucho en el bando de los independentistas y sirvió como coronel durante la Guerra de Independencia. Estuvo al mando del 15º Regimiento de Massachusetts y se destaca por liderar a los milicianos de Worcester durante las Batallas de Lexington y Concord, el primer enfrentamiento militar de la guerra. También participó en la campaña de Saratoga y Valley Forge. Después de la guerra, estuvo al mando del Arsenal de Springfield antes de morir el 31 de marzo de 1790 a la edad de 51 años.

### Construcción
El 23 de diciembre de 1859, el ayuntamiento de Worcester aprobó una ley que permitía a Timothy Bigelow Lawrence (bisnieto de Bigelow e hijo de Abbott Lawrence) erigir un monumento a Timothy Bigelow sobre su lugar de entierro, ubicado en Worcester Common. El alcalde de Worcester, Alexander Bullock, designó un 1,9 m²   lote en el pequeño cementerio en los comunes para el monumento. Se formó un comité con el fin de coordinar la construcción y dedicación del monumento, y un grupo de ciudadanos destacados se organizó para ayudar al comité, con el exgobernador de Massachusetts Levi Lincoln Jr. como presidente. En marzo de 1861, el comité extendió una invitación al nativo de Worcester, George Bancroft, para dar un discurso en la dedicación del monumento, pero él se negó, citando su salud. Como parte de la erección del monumento, el cuerpo de Bigelow fue exhumado y vuelto a enterrar en un ataúd metálico. El monumento en sí fue diseñado por George Snell, un arquitecto de Boston. Dos empresas participaron en la construcción del monumento, Granite Railway Company ejecutó la parte de granito y el mármol, importado de la Toscana, fue ejecutado por Wentworth and Co. de Boston.

### Dedicación e historia posterior

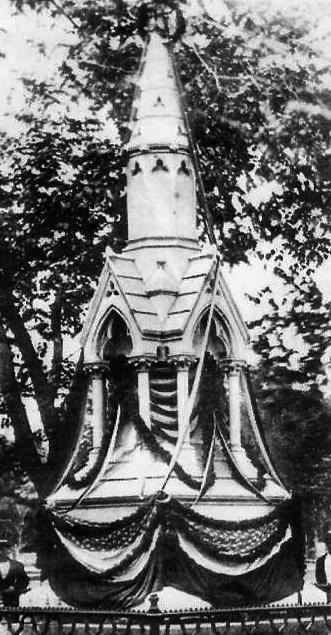
El monumento en su dedicación.

La ceremonia de inauguración tuvo lugar el 19 de abril de 1861. El viernes anterior (12 de abril), el alcalde Isaac Davis y el gobernador Lincoln celebraron una ceremonia en la que se depositaron varios artículos dentro del monumento, incluidas varias publicaciones, una pieza de madera de Charter Oak, y un mechón de cabello perteneciente a Bigelow, entre otros elementos. A la ceremonia de dedicación, descrita en un libro de 1914 como una de las reuniones más grandes de la ciudad, asistieron numerosos descendientes de soldados de la Revolución de las Trece Colonias. Las celebraciones incluyeron una canción, escrita por Clark Jillson, interpretada por un club glee local, seguida de discursos pronunciados por varias personas notables. Entre estos se encontraban Lawrence, el alcalde Davis, el gobernador Lincoln, Benjamin Thomas (nieto del contemporáneo de Bigelow, Isaiah Thomas) y varios miembros de la familia Bigelow. Mientras se llevaba a cabo la dedicación, los miembros de la milicia de Massachusetts se vieron envueltos en enfrentamientos violentos en el motín de Baltimore de 1861, uno de los primeros conflictos civiles de la Guerra de Secesión. Las noticias de la violencia no llegarían a Worcester hasta después de que hubiera concluido la ceremonia.
Un libro de historia de 1889 sobre el condado de Worcester enumera el Monumento Bigelow como uno de los dos únicos monumentos conmemorativos en Worcester Common, junto con el Monumento a los soldados. Coincidentemente, el Monumento a los soldados fue aceptado por el alcalde Edward Livingston Davis, hijo del alcalde que había aceptado el Monumento a Bigelow. En 1994, el monumento fue evaluado como parte de Save Outdoor Sculpture! proyecto. En el Día de la Madre en 2009, se llevó a cabo un ejercicio militar y una ceremonia de colocación de coronas en el monumento, con la presentación del historiador y autor Ray Raphael.

## Diseño
El terreno que ocupa el monumento está rodeado por una verja de hierro, y el monumento descansa sobre una plataforma cuadrada de granito con lados de 9 pies (2,7 m) La base cuadrada del monumento tiene lados que miden aproximadamente 81 pulgadas (2,1 m) Una cápsula del tiempo está enterrada debajo del monumento que contiene documentos sobre Bigelow y la vida en la era colonial. El estilo arquitectónico del monumento, construido principalmente con mármol italiano, es el gótico inglés. El pedestal del monumento tiene cuatro lados, con tallas de cabezas de carnero en cada ángulo, con las siguientes inscripciones en cada cara del pedestal:

TIMOTHY BIGELOW

Born
Aug. 12, 1739
Died
March 31, 1790

Quebec
Monmouth
Saratoga
Verplanck's Point
Valley Forge
Yorktown

In memory of
The Colonel of the 15th Massachusetts Regiment
Of the Continental Army
In the War of Independence,
This monument
Is erected by his great-grandson,
Timothy Bigelow Lawrence,
Anno Domini 1861.

Sobre el pedestal, los cuatro lados del monumento presentan marquesinas talladas, sobre las cuales el monumento se vuelve octogonal. Según un programa conmemorativo publicado poco después de la inauguración, el monumento estaba rematado con una cruz foliada, con una altura total de la estructura de 9 m Sin embargo, el Sistema de Información de Investigación de la Institución Smithsonian da la altura original del monumento de 8 m Además, afirman que en algún momento, algunas de las piedras en la parte superior del monumento fueron reemplazadas por piedras más cortas, dando una altura actual de 6 m